# Domenico Bianchini
Domenico Bianchini   (Udine, c. 1510 (Gregorià) - Venècia, c. 1576 (Gregorià) (>1576)) fou un compositor, dedicat al llaüt i també a la manufactura de mosaic, venecià del Renaixement.
Domenico Bianchini va néixer en una família de mosaicistes venecians. Ell era el germà menor de Vincenzo Bianchini, el membre més notable d'aquesta família de mosaïcistes. És reconegut com un mestre en el gremi del mosaic en 1537, i treballa regularment des 1540-1576 com un mosaïcista a la basílica de "Sant Marc" a Venècia, sobre unes bases de cartons de Francesco Salviati i Tintoretto: en 1568, realitzà d'un mosaic basat en una taula que Tintoretto li va donar de la seva obra L'últim sopar.
Segons el crític de música i musicòleg François-Joseph Fétis (1784 - 1871), el seu sobrenom Es Rossetto, s'explica pel color dels seus cabells: hauria estat vermell com el famós compositor venecià del segle xviii Antonio Vivaldi.

## Obres
Al segle xix, François-Joseph Fétis li va donar dues publicacions diferents, tant venecianes: una Intabolatura di lauto (que no se'n sap la data de publicació) i una col·lecció intitulada Madrigali e canzon francese,napolitane et balli. Libro primo (imprès en 1546 per Antonio Gardane).
No obstant això, el musicòleg italià Oscar Chilesotti (1848 - 1916) va demostrar més tard que era en realitat una sola publicació Intabolatura de lauto di D. B. ditto Rossetto di Madrigali Canzon Francese Napolitane et Balli novamente stampati. Libro primo, impresa per Antonio Gardane en 1546.
Aquesta col·lecció va ser un gran èxit i va ser imprès en la seva totalitat com a mínim tres vegades (1546 Gardane Gardane 1554 i 1563 G. Scotto). A més, onze d'aquestes peces per a llaüt van ser reimpresos a Nuremberg per Hans Gerle en 1552.

## Discografia
- Massimo Lonardi: Intabolature di lauto - Venècia 1554 - segell Nalesso Record Venezia (2002)
- Richard McKenzie: Lute Music - Venècia 1546 - Etiqueta de Magnatune (2012)